# Anna Maria Cecchi
Anna Maria Cecchi (Trieste, 24 aprile 1943 – Trieste, 21 maggio 2021) è stata una nuotatrice italiana.

## Biografia
Nata nel 1943 a Trieste, a 17 anni ha partecipato ai Giochi olimpici di Roma 1960, nei 100 m farfalla, uscendo in batteria, 7ª con il tempo di 1'19"5 e nella staffetta 4x100 m stile libero con Daniela Beneck, Rosanna Contardo, Maria Cristina Pacifici e Paola Saini, chiudendo 7ª in finale in 4'26"8, dopo aver passato la sua batteria con il 4º posto e il tempo di 4'31"8.
4 anni dopo ha preso parte di nuovo alle Olimpiadi, quelle di Tokyo 1964, stavolta soltanto nei 100 m farfalla, conclusi con l'eliminazione in semifinale, 7ª in 1'10"4, dopo aver passato la sua batteria con il 2º posto e il tempo di 1'10"3.
Ha partecipato anche agli Europei di Lipsia 1962 e Utrecht 1966.